# Magdalena Cuayucatepec
Magdalena Cuayucatepec är en ort i Mexiko.   Den ligger i kommunen Tehuacán och delstaten Puebla, i den sydöstra delen av landet, 200 km sydost om huvudstaden Mexico City. Magdalena Cuayucatepec ligger 1 741 meter över havet och antalet invånare är 9 227.
Terrängen runt Magdalena Cuayucatepec är kuperad norrut, men söderut är den platt. Runt Magdalena Cuayucatepec är det ganska tätbefolkat, med 108 invånare per kvadratkilometer. Närmaste större samhälle är Tehuacán, 13,8 km sydost om Magdalena Cuayucatepec. Trakten runt Magdalena Cuayucatepec består i huvudsak av gräsmarker.